# Flavel & Neto
Flavel & Neto sono un duo musicale di cantanti della Francia, ma di origine brasiliana e capoverdiana, specializzati in musica dance latina, ma altamente influenzati dalla musica kizomba dell'Angola. Sono conosciuti soprattutto per i loro singoli Eu quero tchu, eu quero tcha, cover del singolo omonimo del duo di cantanti brasiliani João Lucas & Marcelo, e Pedida perfeita (Tararatata).

## Storia del gruppo dei componenti del gruppo
Flavel (nato nel 1993), è un cantante brasiliano, residente in Francia. Ha la passione della musica e del calcio, e ha sviluppato le sue doti di canto influenzato dal genere zouk, R'n'B e soprattutto dalla kizomba, un genere musicale nato in Angola e molto popolare nella comunità francese di Capo Verde.
Neto Furtado (nato nel 1992), è un cantante originario di Capo Verde, immigrato in Francia insieme ai suoi genitori. È un amico d'infanzia di Flavel. Neto è stato influenzato dalla samba e dalla kizomba, e ha iniziato a scrivere canzoni all'età di 13 anni.